# Team Taaladvies
Het Team Taaladvies is de dienst taaladvies van de Vlaamse overheid. De dienst zorgt voor intern advies bij de overheid over het Nederlands en geeft ook taaladvies aan het grote publiek. De Dienst voor Taaladvies ontstond per decreet op 3 februari 1998 en begon met publieke dienstverlening sinds 27 oktober 1999. De dienst werkt ook mee aan de site Taaladvies.net van de Nederlandse Taalunie, samen met het Instituut voor de Nederlandse Taal (INT) en de Taaladviesdienst van Onze Taal.